# Enterprise (Star Trek)

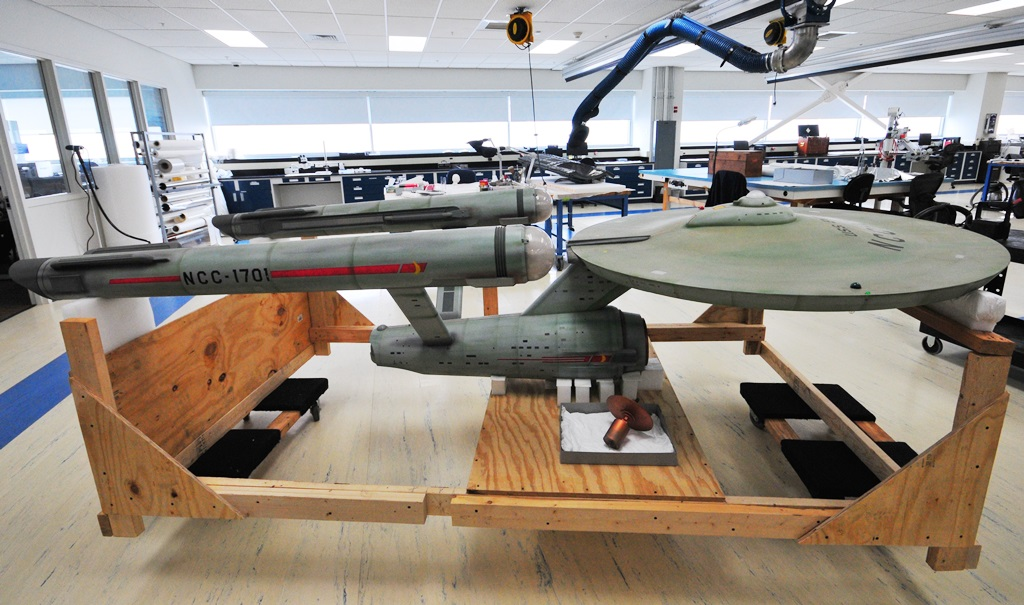
Maquette originale de l'Enterprise NCC-1701

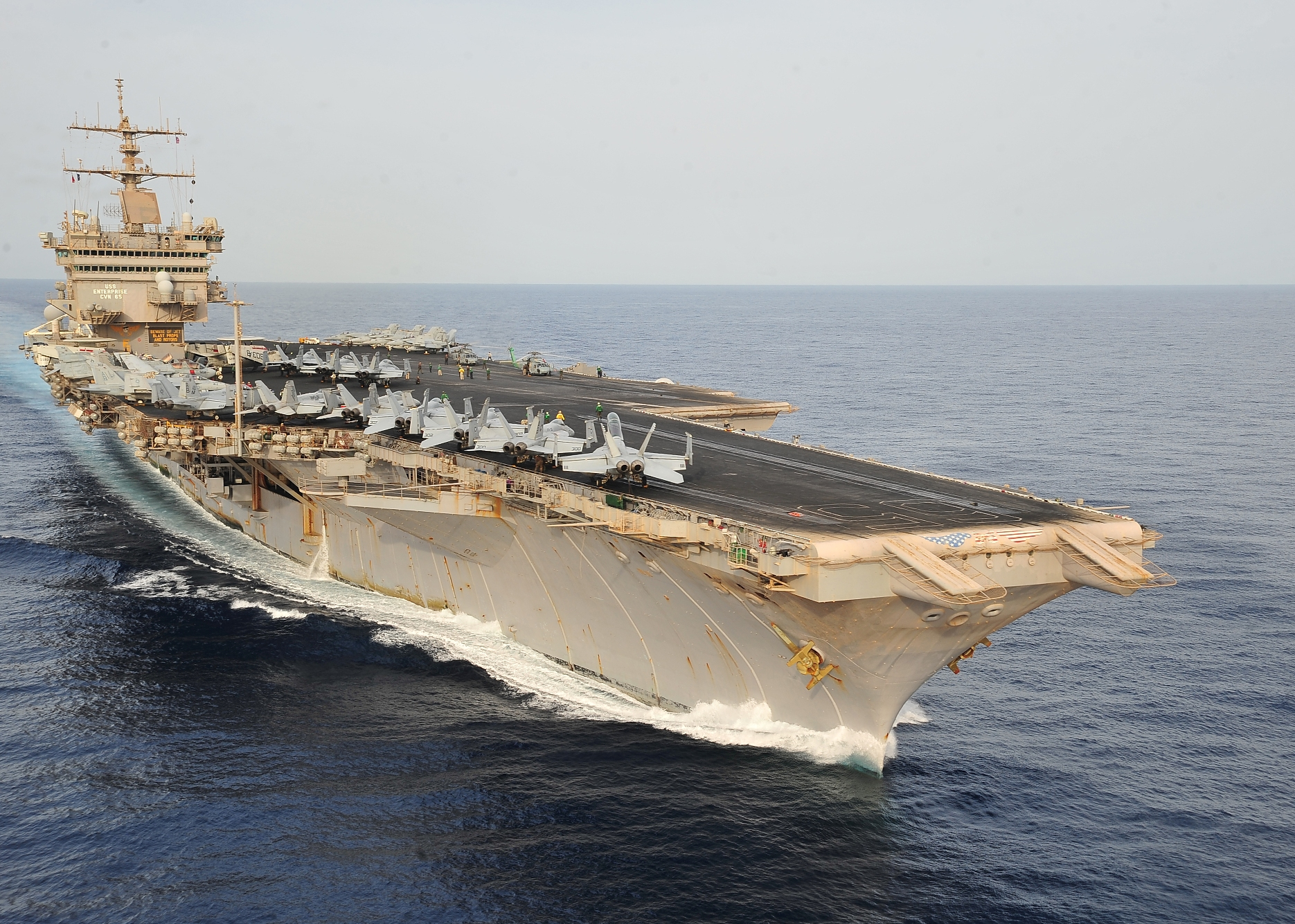
Porte-avions USS Enterprise (CVN 65) en 2011

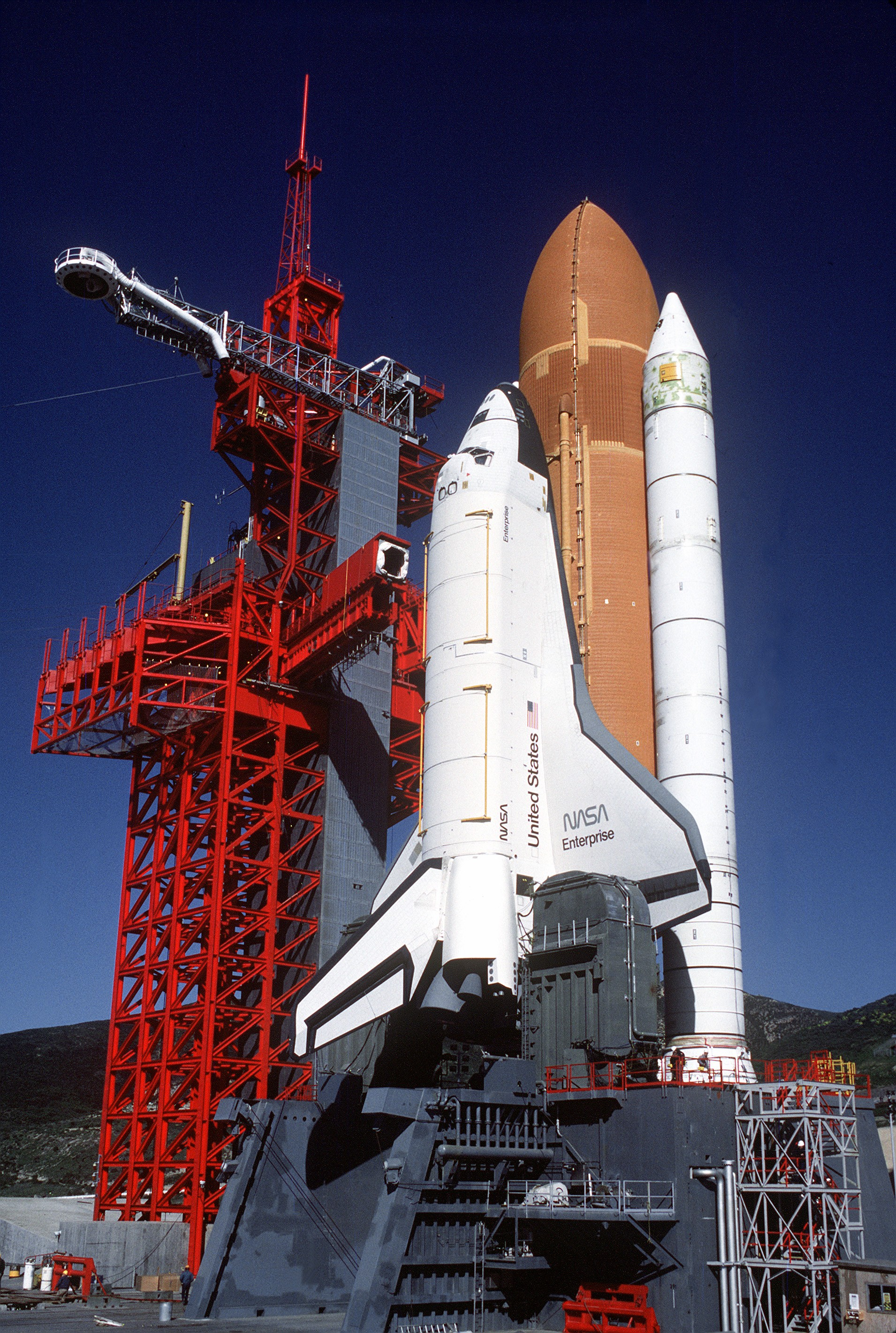
Navette spatiale Enterprise (OV-101) sur son pas de lancement

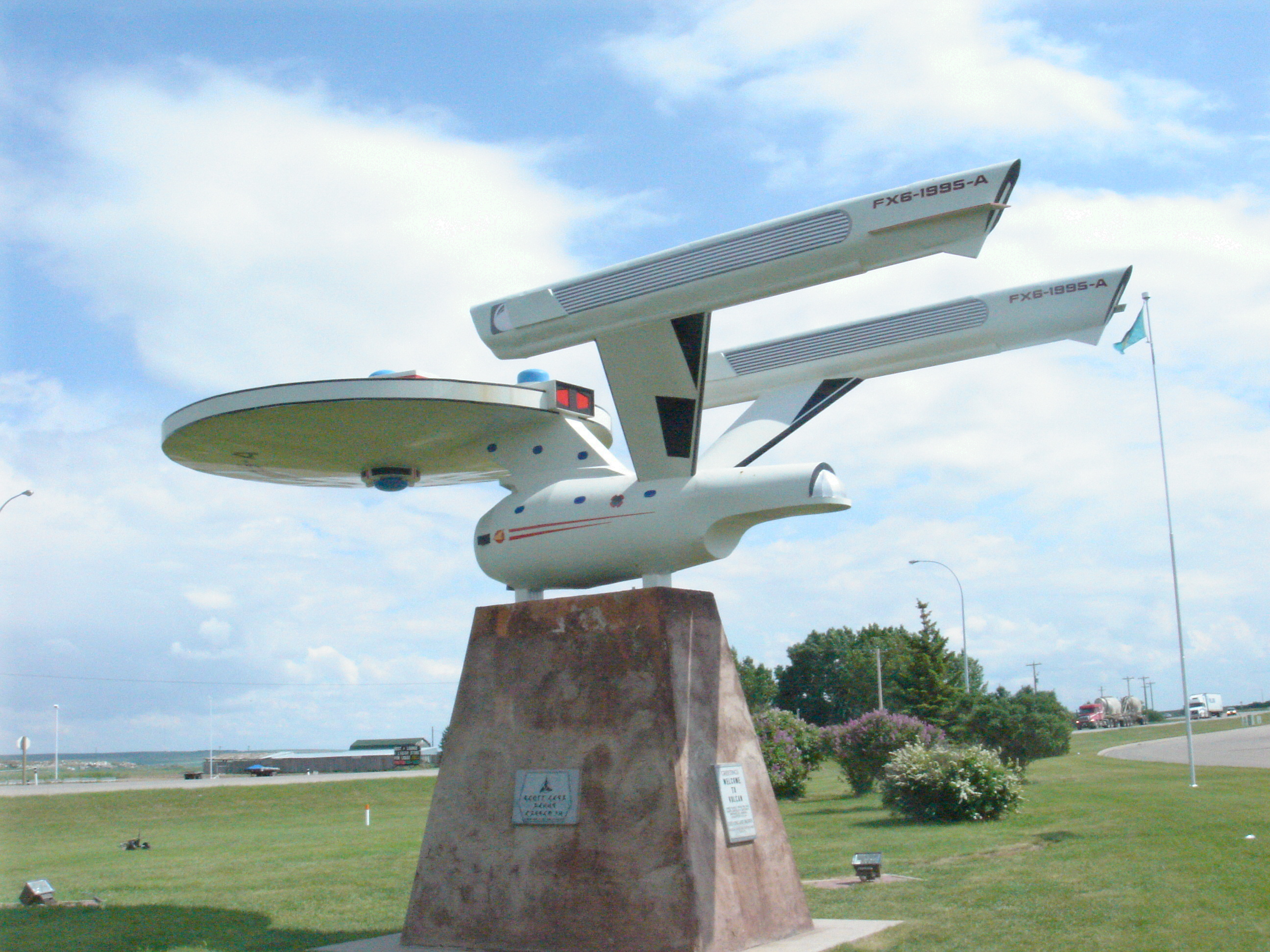
Maquette de l'USS Enterprise NCC-1701-A.

Pour les articles homonymes, voir Enterprise.
Le nom Enterprise a été donné à plusieurs vaisseaux spatiaux fictifs des séries Star Trek, Star Trek : La Nouvelle Génération et Star Trek: Enterprise ; ils se situent dans une longue lignée de navires de guerre et d'exploration terrestres, français, britanniques et américains nommés ainsi.

## XXe siècle
- USS Enterprise (CVN-65), (1961-2012) : porte-avions nommé en mémoire du précédent[Quoi ?], c'est le premier porte-avions à propulsion nucléaire de l'Histoire. Il sera visité par Uhura et Chekov en 1986 afin de recharger les réacteurs au dilithium de leur vaisseau.
- USS Enterprise (OV-101), la première navette spatiale américaine, commandée par les capitaines Fred Haise et Joe Engle de juin à octobre 1977, a été nommée ainsi d'après la série télévisée. Elle n'a jamais été mise en orbite, étant utilisée pour faire des atterrissages expérimentaux. En 2001, le générique de la série Star Trek: Enterprise inclut des images de la navette et un autre tableau de la navette est visible tout au long de la série, dans les quartiers du capitaine Jonathan Archer.

## XXIe siècle
- USS Enterprise (XCV-330), une peinture de ce vaisseau et l'écusson de la mission sont présents sur le mur du Club 602 sur Terre en 2143[1]. L'Enterprise a été placé après l'Ares V et avant le Phoenix, suggérant qu'il s'agissait d'un vaisseau pré-warp et avait une date de lancement quelque part entre les années 2020 et 2063. Une peinture similaire était exposée sur un mur du bureau de l'amiral Maxwell Forrest sur Terre en 2154[2].

## XXIIe siècle
- USS Enterprise (NX-01) (classe NX) (2151-2161) commandé par le capitaine Jonathan Archer. Un des plus importants vaisseaux dans l'histoire de la Terre, l'Enterprise NX-01 fut le premier vaisseau à être mis en service par Starfleet en 2151. L'Enterprise a établi la Terre Unie en tant que puissance interstellaire légitime et a causé une révolution dans la politique des quadrants Alpha et Beta, ouvrant ainsi la voie à la création de la Fédération des planètes unies[3].
- ISS Enterprise (NX-01) (classe NX) commandé par les capitaines Maximilian Forrest et Jonathan Archer (Univers Miroir)[4].

## XXIIIe siècle
- USS Enterprise (NCC-1701) (classe Constitution) (2245-2270) commandé par les capitaines Robert April, Christopher Pike et James Kirk[5],[6]
- ISS Enterprise (NCC-1701) (classe Constitution) commandé par les capitaines Christopher Pike, James Kirk et Spock (Univers Miroir)[7]
- USS Enterprise (NCC-1701) (classe Constitution-Chronologie alternative) (2258-2263) commandé par les capitaines Christopher Pike et James Kirk (chronologie alternative)[8],[9],[10]
- USS Enterprise (NCC-1701-A) (classe Constitution-Chronologie alternative) inauguré en 2263 et commandé par le capitaine James Kirk (chronologie alternative)[10].
- USS Enterprise (NCC-1701-Refonte) (classe Constitution-Refonte) (2270-2285) commandé par les capitaines Willard Decker, James Kirk et Spock[11],[12],[13].
- USS Enterprise (NCC-1701-A) (classe Constitution-Refonte) (2286-2294) commandé par le capitaine James Kirk[14],[15],[16]
- USS Enterprise (NCC-1701-B) (classe Excelsior-Refonte) inauguré en 2294 et commandé par le capitaine John Harriman[17].

## XXIVe siècle
- USS Enterprise (NCC-1701-C) (classe Ambassadeur) commandé par le capitaine Rachel Garrett[18].
- USS Enterprise (NCC-1701-D) (classe Galaxy) (2363-2371) commandé par le capitaine Jean-Luc Picard[19],[20],[17].
- USS Enterprise (NCC-1701-D-Refonte) (classe Galaxy-Refonte) commandé par l'Amiral William T. Riker (futur alternatif)[21]
- USS Enterprise (NCC-1701-E) (classe Sovereign) (2372-2385) commandé par le capitaine Jean-Luc Picard puis Worf[22],[23],[24]
- USS Enterprise (NCC-1701-F) (classe Odyssey) (2386-2401) commandé par le capitaine Va'Kel Shon (Star Trek Online) et l'amiral Elizabeth Shelby[25].

## XXVe siècle
- USS Enterprise (NCC-1701-G) (classe Constitution-III ou Neo-Constitution) commandé par la capitaine Annika Hansen, ancien USS Titan NCC-80102-A lancé dans les années 2390 et renommé en 2402 en l'honneur de l'équipage de l'Enterprise NCC-1701-D[25]

## XXVIe siècle
- USS Enterprise (NCC-1701-J) (classe Universe) (futur alternatif)[26]

## Honneur
L'astéroïde (9777) Enterprise est nommé d'après l'USS Enterprise de Star Trek et la navette spatiale Enterprise.